# Die Pflanzen leben
Die Pflanzen leben – Geheimnisse und Wunder (fr.: L’aventure des plantes) ist eine in Frankreich von Jean-Marie Pelt und Jean-Pierre Cuny produzierte Fernsehserie. Die zunächst 13-teilige Serie wurde 1981 produziert und 1982 im ZDF erstmals ausgestrahlt. In Frankreich wurden 1986 13 weitere Folgen produziert, die aber nicht für das deutsche Fernsehen übernommen wurden.
Die Musik der Serie stammt von dem französischen Musiker Joël Fajerman.

## Sendungen
| Nr. | Titel                        | Erstausstrahlung |
| --- | ---------------------------- | ---------------- |
| 1   | Algen – Urquell des Lebens   | 4. Jan. 1982     |
| 2   | Eroberung des Festlandes     | 11. Jan. 1982    |
| 3   | Die großen Erfindungen       | 18. Jan. 1982    |
| 4   | Blühende Architektur         | 25. Jan. 1982    |
| 5   | Blumenliebe                  | 1. Feb. 1982     |
| 6   | Blütenstaub auf Wanderschaft | 8. Feb. 1982     |
| 7   | Ungewöhnliche Gäste[2]       | 15. Feb. 1982    |
| 8   | Das Gasthaus der Insekten    | 22. Feb. 1982    |
| 9   | Reklamerummel der Blüten[3]  | 1. März 1982     |
| 10  | Blumenmütter                 | 8. März 1982     |
| 11  | Eroberer auf Reisen          | 15. März 1982    |
| 12  | Der Blütenstaat              | 22. März 1982    |
| 13  | Zauberwelt der Orchideen     | 29. März 1982    |